# La Cabrera (comarca agraria)

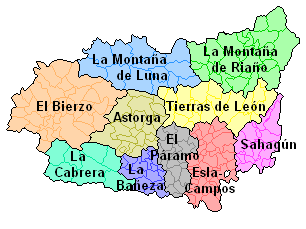
Ubicación de la comarca en la provincia

La Cabrera es una comarca agraria española situada al suroeste de la provincia de León.

## Características geográficas

### Descripción y superficie
Se encuentra al suroeste de la provincia. Presenta una topografía muy accidentada, como parte de los montes de León, donde destacan las sierras de la Cabrera, los montes Aquilianos, la sierra del Teleno, y la sierra de Mina. Su altitud varía entre los 600 y los 2122 metros. En su red hidrológica destacan los ríos Eria, Salto, Cabrera y Duerna, y el lago de La Baña. Su territorio abarca, según datos de 2007, una superficie de 127 687 ha. e incluye 7 municipios, de los cuales el más extenso es Truchas (301,38 km²).
| Municipio            | Superficie (km²) | Municipio | Superficie (km²) |
| -------------------- | ---------------- | --------- | ---------------- |
| Benuza               | 172,9            | Lucillo   | 164,91           |
| Castrillo de Cabrera | 115,87           | Luyego    | 132,31           |
| Castrocontrigo       | 194,49           | Truchas   | 301,38           |
| Encinedo             | 195,01           |           |                  |

### Geología y edafología
Geológicamente, su territorio se compone principalmente de pizarras y cuarcitas armoricanas del Ordovícico, materiales aluviales, terrazas y rañas del Cuaternario, y arcillas, areniscas y margas del Neógeno. Entre los suelos más representativos están cryumbrept (31 %), xerochrept (25 %) y ustorthent (22 %). El primero se localiza en altas latitudes, es rico en materia orgánica, tiene una profundidad media (50-100 cm), es moderadamente ácido y de textura franco-arenosa. El segundo es un suelo profundo (100-150 cm), con bajo contenido en materia orgánica, pH ligeramente ácido y textura franco-arenosa. El último es un suelo profundo (100-150 cm), con bajo contenido en materia orgánica, pH moderadamente básico y de textura franco-arcillosa.

### Clima
Según la clasificación agroclimática de Papadakis, su territorio posee dos tipos climáticos, uno Mediterráneo templado fresco, en la mayor parte del territorio, y otro Mediterráneo marítimo fresco, en el extremo noroeste. El periodo frío o de heladas, meses en los que la temperatura media de las mínimas es inferior a 7 °C, va de los doce meses en las zonas más elevadas de las sierras hasta los nueve meses en el resto de la comarca. Por su parte, el periodo cálido, con temperatura media máxima superior a 30 grados, varía entre 0 y 1 mes, y el periodo seco o árido varía de un mes en las zonas más altas a tres meses en las zonas bajas. En cuanto al régimen de humedad, toda la comarca está bajo un régimen Mediterráneo húmedo.

## Características agrarias
Presenta dos zonas diferenciadas. Por un lado, el relieve abrupto de las sierras concentra el terreno forestal, que abarca un 74,2 % de la superficie total, y donde un 20 % es bosque de frondosas, un 16 % es bosque de coníferas, un 26 % es bosque mixto, un 18 % es matorral boscoso y un 20 % son matorrales de vegetación esclerófila. Por otro lado, una zona de relieve más suave, donde se concentran las tierras de cultivo. Estas suponen el 3,2 % de la superficie y en ellas predominan los cereales como el centeno, la avena, la cebada, el trigo, el girasol y la veza, entre los cultivos herbáceos, y el viñedo y los frutales entre los cultivos leñosos. Castrocontrigo es el municipio que más superficie de cultivo presenta, con 1724 ha.
| Distribución de tierras (2004)       | Superficie (ha)            | Superficie (ha) | Superficie (ha) |
| Distribución de tierras (2004)       | Secano \| Regadío \| Total |                 |                 |
| Cultivos herbáceos                   |                            |                 |                 |
| Centeno                              | 796                        | 23              | 819             |
| Avena                                | 143                        | 76              | 219             |
| Cebada                               | 41                         | 104             | 145             |
| Trigo                                | 45                         | 37              | 82              |
| Girasol                              | 99                         | 0               | 99              |
| Veza                                 | 51                         | 0               | 51              |
| Otros                                | 103                        | 132             | 235             |
| Cultivos leñosos                     |                            |                 |                 |
| Viñedo no asociado                   | 47                         | 0               | 47              |
| Otros                                | 1                          | 6               | 7               |
| Barbecho y otras tierras no ocupadas | 1700                       | 703             | 2403            |
| Tierras de cultivo                   | 3026                       | 1081            | 4107            |
| Prados naturales                     | 1164                       | 68              | 1232            |
| Pastizales                           | 9132                       | 0               | 9132            |
| Prados y pastos                      | 10 296                     | 68              | 10 364          |
| Monte maderable                      | 16 643                     | 51              | 16 694          |
| Monte abierto                        | 29 505                     |                 | 29 505          |
| Monte leñoso                         | 48 601                     |                 | 48 601          |
| Terreno forestal                     | 94 749                     | 51              | 94 800          |
| Erial a pastos                       | 6372                       |                 | 6372            |
| Terreno improductivo                 | 6126                       |                 | 6126            |
| Superficie no agrícola               | 3427                       |                 | 3427            |
| Ríos y lagos                         | 2569                       |                 | 2569            |
| Otras superficies                    | 18 494                     |                 | 18 494          |
| Superficie total                     | 126 565                    | 1200            | 127 765         |